# 土井宏明
土井 宏明（どい ひろあき、1967年11月6日 - ）は日本のアートディレクター、グラフィックデザイナー。千葉県出身。桑沢デザイン研究所ビジュアルデザイン専攻卒業。
CDジャケットデザインやロゴデザイン、パッケージデザインやアートディレクションを中心に活躍する。東京TDC賞2009入選、日本パッケージデザイン大賞2009入選、グッドデザイン賞2009受賞。第49回JPC2010経済産業大臣賞受賞。日本パッケージデザイン大賞2011銀賞受賞。
2024年には、初の個展である「OFF WORLD」を開催した。

## 主な実績

### CDジャケット
m-floをはじめとするCDジャケットデザイン多数、大手レコード会社の多数の国内外ミュージシャンのCDを手掛ける。

### 装丁
- フィリップ・K・ディック『アンドロイドは電気羊の夢を見るか?』 (Do Androids Dream of Electric Sheep?)
- フィリップ・K・ディック 『高い城の男』 (The Man in the High Castle)

### パッケージデザイン
- Fit's - 菓子（ガム）、ロッテ
- スラーリア - 便秘薬、ロート製薬
- OXY - 男性用化粧品、ロート製薬
- Zi Contact・Zi FREE - 目薬、ロート製薬
- コパン・カールスティック - 菓子、明治製菓

### CI・ロゴマークデザイン
- CIBONE（ジョージズファニチュアー） - CI計画グラフィックデザイン全般。
- Sony Records（ソニー・ミュージックレコーズ） - ロゴマークデザイン。
- Dexee Dinner・Dexee&Cafe（レインズインターナショナル）ロゴマークデザイン。
- BOWERY KITCHEN・LOTUS・montoak・TARLUM（ヘッズ）のカフェ、レストラン店舗グラフィックデザイン全般。

### マーチャンダイズデザイン
ケツメイシ（テレビ朝日ミュージック、トイズファクトリー）ツアーグッズデザインをはじめ、大手レコード会社の多数の国内外ミュージシャンのマーチャンダイズデザインを手掛ける。
また、吉本興業のお笑いタレントのマーチャンダイズデザイン。

### その他
- 「LOS LOGOS」「DOS LOGOS」参加。
- ポジトロン・オリジナル・ BE@RBRICKにて「メディコムトイ」主催の2005 BE@RBRICK WORLD WIDE TOURに参加。
- プライベートではコンピューターからのキャンバス出力でのアートワークを展開。
- デザインを手掛けたDVD『Vivienne Westwood 1970s-1990』『MALCOM McLAREN profile 1984』が、メトロポリタン美術館（ニューヨーク）に所蔵された。